# Rošpoh, Kungota
Rošpoh je naselje v Občini Kungota. Ustanovljeno je bilo leta 1982 iz dela ozemlja naselja Rošpoh, Maribor. Leta 2015 je imelo 327 prebivalcev.